# خداع إيبنغهاوس البصري

الدائرتان البرتقاليتان من نفس الحجم بالضبط، لكن الدائرة اليمنى تبدو أكبر حجماً.

وهم إيبنغهاوس أو «دوائر تيتشينير» هو خداع بصري لإدراك الحجم النسبي. سمي بهذا الاسم نسبةً لعالم النفس الألماني هيرمان إبنجهاوس (1909 - 1850) الذي اكتشفه. أصبح هذا الوهم معروفاً للناطقين باللغة الإنجليزية من خلال كتاب علم النفس التجريبي الذي وضعه إدوراد تيتشنر عام 1901، لذا فهو يعرف باسم آخر بديل «دوائر تيتشنر». في النسخة الأكثر شهرة من هذا الخداع البصري، توضع دائرتان متطابقتان في الحجم بالقرب من بعضهما، وتحاط إحداهما بدوائر أكبر حجماً، في حين تحاط الأخرى بدوائر أصغر. كنتيجةٍ لتلاقي الدوائر، تبدو الدائرة المركزية المحاطة بدوائر كبيرة أصغر من الدائرة المركزية المحاطة بدوائر صغيرة.
تشير الأبحاث الأخيرة إلى أن ثمة عاملين حاسمين آخرين يلعبان دوراً في وهم إبنغهاوس وهما مسافة بُعد الدوائر المحيطية عن الدائرة المركزية واكتمال الحلقة، وبهذا يمكن مقارنة هذا الوهم بوهم ديلبوف البصري. بغض النظر عن الحجم النسبي، إذا كان الدوائر المحيطة أقرب إلى الدائرة المركزية، فإن الدائرة المركزية تظهر كأنها أكبر، وإذا كانت الدوائر المحيطة أبعد، فإن الدائرة المركزية تبدو أصغر. في حين يبدو متغيّر المسافة عاملاً نشطاً في تصوّر الحجم النسبي، فإن حجم الدوائر المحيطة يحدّ من مدى القرب الممكن من الدائرة المركزية، وقد تناولت ذلك العديد من دراسات الارتباك بين متغيّرين.